# Andrej Hočevar (Eishockeyspieler)
Andrej Hočevar (* 21. November 1984 in Ljubljana, SR Slowenien) ist ein ehemaliger slowenischer Eishockeytorwart und heutiger Torwarttrainer. Seit 2020 gehört er zum Trainerstab des EC KAC aus der ICE Hockey League.

## Karriere
Andrej Hočevar begann seine Karriere im Jahr 2000 beim HK Mark Interieri, wo er zwei Spielzeiten absolvierte, ehe er zum HDD Olimpija Ljubljana wechselte und damit erstmals in einer der wichtigsten Profimannschaften Sloweniens spielte. Insgesamt blieb er vier Jahre lang beim Club seiner Heimatstadt und kam neben Stammtorhüter Klemen Mohorič auch zu einigen Einsätzen, mit denen er auf sich aufmerksam machen konnte. In den Spielzeiten 2002/03 und 2003/04 wurde er mit Ljubljana jeweils Slowenischer Meister. 
Als der HK Jesenice 2006 zu seiner ersten Saison in der Erste Bank Eishockey Liga antrat, wurde Hočevar unter Vertrag genommen, um dort mit dem arrivierten Gaber Glavič das Torhüterduo zu bilden. Beide konnten jedoch in der Premierensaison des Clubs nicht überzeugen, so dass zur Halbzeit der Saison mit Seamus Kotyk ein Kanadier verpflichtet wurde, der aber nur für eine Saison in Jesenice blieb. Für die Saison 2007/08 holte der Club Robert Kristan aus Schweden zurück. Hočevar fungierte als dessen Ersatzmann und konnte mit guten Leistungen auf sich aufmerksam machen, woraufhin der Verein beschloss, ihn zu Kristans Nachfolger zu machen und mit ihm als erstem Torwart in die nächste Saison zu gehen. Auch aufgrund der eher mäßigen Defensivarbeit konnte Hočevar seine Leistungen jedoch nicht wiederholen und wurde vor den Playoffs durch Matthew Yeats ersetzt. 
Nach der Saison 2008/09 wurde sein Vertrag seitens des HK Jesenice, mit dem er in den Spielzeiten 2007/08 und 2008/09 ebenfalls Slowenischer Meister wurde, nicht verlängert. Nachdem er einige Monate vereinslos war, unterzeichnete er Ende 2009 einen Vertrag beim italienischen Erstligisten SG Pontebba, wo er Andrea Carpano als ersten Torhüter ablöste, da er wegen einer Verletzung längere Zeit pausieren musste. Im Frühjahr wechselte Andrea Carpano zum HC Pustertal und somit war die Torhüterfrage eindeutig erledigt. Hočevar konnte überzeugen und führte zwischenzeitlich die Torhüterstatistik an. Zur Saison 2011/12 wechselte der Slowene zu den Ducs d’Angers aus der französischen Ligue Magnus. Nachdem er die Saison 2012/13 beim HK Sokol Kiew in der ukrainischen Professionellen Hockey-Liga verbrachte und dort Vizemeister wurde, kehrte er nach Frankreich zurück und spielte bei Gamyo Épinal. 2016 wurde er mit der besten Fangquote und dem geringsten Gegentorschnitt auch zum besten Torhüter der Ligue Magnus gewählt. 2018 beendete er seine Karriere bei Gamyo und wurde Torwarttrainer beim HK Olimpija aus seiner Heimatstadt. Während der Saison 2019/20 übernahm er auch die Aufgabe des Assistenztrainers bei Olimpija und betreute parallel die slowenische U20-Nationalmannschaft als Torwarttrainer.
Seit 2020 gehört er zum Trainerstab des EC KAC aus der ICE Hockey League.

### International
Für Slowenien nahm Hočevar im Juniorenbereich an der Europa-Division I der U18-Junioren-Weltmeisterschaft 2000 und der Division I der U18-Junioren-Weltmeisterschaft 2002 sowie der Division I der U20-Junioren-Weltmeisterschaften 2002, 2003 und 2004 teil. Im Seniorenbereich stand er im Aufgebot seines Landes bei den Weltmeisterschaften der Division I 2004, 2007, 2009, 2010, 2012 und 2014 sowie bei den Weltmeisterschaften der Top-Division 2005, 2006, 2008, 2011 und 2013. Bei Weltmeisterschaften erhielt er regelmäßig auch persönliche Auszeichnungen. So wurde er bei der U18-WM der Division I 2002 und den Herren-Weltmeisterschaften der Division I 2007 und 2009 jeweils zum besten Torwart des Turniers gewählt.
Zudem stand er im Kader der Slowenen bei den Qualifikationsturnieren für die Olympischen Winterspiele in Turin 2006, Vancouver 2010 und Sotschi 2014 sowie den Winterspielen in Sotschi selbst. Dort wurde er allerdings ebenso wie in der Qualifikation für die 2006er Spiele nicht eingesetzt.

## Erfolge und Auszeichnungen
| - 2003 Slowenischer Meister mit HDD Olimpija Ljubljana - 2004 Slowenischer Meister mit HDD Olimpija Ljubljana - 2009 Slowenischer Meister mit dem HK Jesenice | - 2009 Slowenischer Meister mit dem HK Jesenice - 2009 Playoff-MVP der Slowenischen Eishockeyliga - 2016 Bester Torhüter, beste Fangquote und geringster Gegentorschnitt der Ligue Magnus |

### International
| - 2002 Bester Torwart der U18-Junioren-Weltmeisterschaft der Division I - 2007 Aufstieg in die Top-Division bei der Weltmeisterschaft der Division I, Gruppe B - 2007 Bester Torwart der Weltmeisterschaft der Division I, Gruppe B - 2007 Beste Fangquote der Weltmeisterschaft der Division I, Gruppe B - 2007 Niedrigster Gegentorschnitt der Weltmeisterschaft der Division I, Gruppe B | - 2009 Bester Torwart der Weltmeisterschaft der Division I, Gruppe A - 2010 Aufstieg in die Top-Division bei der Weltmeisterschaft der Division I, Gruppe B - 2012 Aufstieg in die Top-Division bei der Weltmeisterschaft der Division I, Gruppe A - 2014 Aufstieg in die Top-Division bei der Weltmeisterschaft der Division I, Gruppe A |

## Karrierestatistik

### International
(Legende zur Torhüterstatistik: GP oder Sp = Spiele insgesamt; W oder S = Siege; L oder N = Niederlagen; T oder U oder OT = Unentschieden oder Overtime- bzw. Shootout-Niederlage; Min. = Minuten; SOG oder SaT = Schüsse aufs Tor; GA oder GT = Gegentore; SO = Shutouts; GAA oder GTS = Gegentorschnitt; Sv% oder SVS% = Fangquote; EN = Empty Net Goal; 1 Play-downs/Relegation; Kursiv: Statistik nicht vollständig)